# Sphecosoma nigriceps
Sphecosoma nigriceps är en fjärilsart som beskrevs av George Francis Hampson 1903. Sphecosoma nigriceps ingår i släktet Sphecosoma och familjen björnspinnare. Inga underarter finns listade i Catalogue of Life.